# Echidnopsis bihendulensis
Echidnopsis bihendulensis är en oleanderväxtart som beskrevs av Bally. Echidnopsis bihendulensis ingår i släktet Echidnopsis och familjen oleanderväxter. Inga underarter finns listade i Catalogue of Life.